# Aeroporto di Biella-Cerrione
L'Aeroporto di Biella-Cerrione  è un aeroporto italiano che si trova nel comune di Cerrione, in frazione Vergnasco, a sud-est di Biella.
È servito dall'autostrada A4 ed è idoneo al traffico commerciale di linea. È stato inaugurato il 26 ottobre 1968 dall'allora ministro dei trasporti e dell'aviazione civile Oscar Luigi Scalfaro e disponeva inizialmente di una pista di 740 metri, poi estesa ai 1 320 metri attuali.
L'aeroporto di Biella-Cerrione, distante circa 10 km dalla città, è utilizzato per voli nazionali o a medio raggio. Inizialmente collegava Biella con Roma, poi, la rotta fu cancellata per gli alti costi di manutenzione.  
A seguito dell’accordo stipulato fra la Sace S.p.A. e l'Ente nazionale assistenza al volo (ENAV) è stato installato presso la sede aeroportuale un impianto per radionavigazione di tipo VOR/DME, dismesso e totalmente smantellato nel 2022.

## Dati
Nel 1995 Serib Wings e Alitalia attivarono collegamenti Biella-Roma Ciampino.
Nel 2013 ha avuto 8 981 movimenti (intesi come un atterraggio e una partenza, quindi circa 20 000 voli annui) per un totale di 17 212 passeggeri transitati.
È utilizzato da voli nazionali e internazionali, dalla Protezione civile (punto di partenza e di atterraggio per alcuni Canadair), da tre aeroclub (Novara, Biella, Vergiate) e da un'azienda di manutenzione per aeroplani.
SACE S.p.A. ha chiuso gli ultimi tre bilanci in perdita, anche se nel 2013 essa è stata ridotta a 250 000 euro, dimezzandone quindi l'entità del 2010.
L'azionista principale è Regione Piemonte con il 27,6%.
Il 17 dicembre l'aeroporto è stato intitolato alla memoria del Comandante Pietro Venanzi, scomparso a seguito dell'incidente dell'AW609 avvenuto il 30 ottobre 2015.

## Nei media
Nel 2016 l'aeroporto ospitò il programma televisivo Top Gear Italia, presentato da Joe Bastianich, Guido Meda e Davide Valsecchi andato in onda su Sky Uno, venne utilizzato un capannone industriale dismesso adiacente per le riprese in interna del programma e la pista di atterraggio come tracciato di prova.

## Fonti
- newsbiella.it. URL consultato il 23 aprile 2014 (archiviato dall'url originale il 4 marzo 2016).
- Massimo De Nuzzo, Aeroporto chiuso per ferie, su La Nuova Provincia di Biella, 9 agosto 2013. URL consultato il 31 ottobre 2021 (archiviato dall'url originale il 23 aprile 2014).
- newsbiella.it. URL consultato il 23 aprile 2014 (archiviato dall'url originale il 4 marzo 2016).
- lastampa.it.